# Malu (Film)
Malu ist ein brasilianischer Spielfilm von Pedro Freire aus dem Jahr 2024. Das Familiendrama stellt eine in prekären Verhältnissen lebende, arbeitslose Schauspielerin mit glanzvoller Vergangenheit sowie deren Mutter und Tochter in den Mittelpunkt. Die Hauptrollen übernahmen Yara de Novaes, Juliana Carneiro da Cunha und Carol Duarte. Regisseur Freire ließ sich beim Drehbuch vom Verhältnis zu seiner eigenen Mutter inspirieren. Malu wurde im Januar 2024 beim 40. Sundance Film Festival uraufgeführt.

## Handlung
Eine Favela in Rio de Janeiro: Malu lebt in prekären Verhältnissen mit ihrer Mutter Lili zusammen. Die launenhafte und arbeitslose Schauspielerin mittleren Alters hat eine schwierige Trennung von ihrem Ex-Ehemann hinter sich. Das Verhältnis zu ihrer erwachsenen Tochter Joana ist angespannt. Gleichzeitig schwelgt Malu in Erinnerungen an ihre künstlerische Vergangenheit. Das turbulente Miteinander der drei Frauen aus unterschiedlichen Generationen ist von instinktiver Zuneigung, aber auch Beleidigungen und absichtlichen physischen und psychischen Verletzungen geprägt. Joana ist frustriert, während die rassistische Lili lebhaft und gleichzeitig verbittert ist.

## Entstehungsgeschichte
Es handelt sich um das Spielfilmdebüt des preisgekrönten brasilianischen Kurzfilm-Regisseurs, Drehbuchautors und Dramatikers Pedro Freire. Er steuerte unter anderem die Skripte zu Ives Rosenfelds Fußball-Drama Aspirantes (2015) und Ruy Guerras noch unveröffentlichtem Film A Fúria bei. Das 100-seitige Drehbuch zu Malu wurde inspiriert durch Rochas Verhältnis zu seiner eigenen Mutter, der bekannten brasilianischen Theaterschauspielerin Malu Rocha (1947–2013). „Malu Rocha war eine Künstlerin des Kollektivs, sie lebte Kunst als politische Art, in der Welt zu sein, durch die Theatergruppen, an denen sie beteiligt war, wie das Teatro Oficina in Sao Paulo“, so Freire.
Der Film wurde von den brasilianischen Gesellschaften Bubbles Project und TvZero produziert. Ausländische Geldgeber gab es nicht. Unter der Präsidentschaft Jair Bolsonaros soll laut den Produzenten auch die brasilianische Filmindustrie gelitten haben. Subventioniert wurde das Projekt von der Kinoagentur Riofilme. Malu setzte sich dabei gegen mehr als 650 konkurrierende Projekte durch.
Für die Titelrolle wurde die brasilianische Theater-, Film- und Fernsehschauspielerin Yara de Novaes verpflichtet. In weiteren Hauptrollen wurden die brasilianischen Darstellerinnen Carla Duarte als Tochter und Juliana Carneiro da Cunha als Großmutter verpflichtet. Obwohl es sich bei Malu um einen Low-Budget-Film handelt, bestand der im Theater erfahrene Pedro Freire auf dreiwöchigen Proben mit den Schauspielern vor Drehbeginn. Im Stile von Filmemacher John Cassavetes diente das Drehbuch nur als loser Leitfaden für Improvisationen. Auch passte Freire sein Skript in dieser Zeit an die Entwicklung der Darsteller an. Durch die intensiven Proben konnten die Filmszenen später in nur einem oder zwei Takes aufgenommen werden. Die Drehzeit an dem Film betrug 18 Tage.

## Veröffentlichung und Rezeption
Malu wurde am 21. Januar 2024 im Rahmen des Sundance Film Festivals uraufgeführt. Dort wurde das Werk in den Hauptwettbewerb für ausländische Spielfilme aufgenommen. Es handelt sich um die einzige rein brasilianische Produktion, die ins Programm aufgenommen wurde.
In ihrem Online-Katalog priesen die Veranstalter des Sundance Film Festivals den Beitrag als „energiegeladenes Spielfilmdebüt“, das „kunstvoll die turbulente, manchmal giftige Beziehung zwischen drei Generationen freimütiger Frauen“ schildere. Herausgestellt wurde die schauspielerische Leistung von Yara de Novaes als Titelheldin sowie von Carol Duarte und Juliana Carneiro da Cunha als deren Tochter beziehungsweise Mutter.

## Auszeichnungen
Malu erhielt beim Sundance Film Festival 2024 eine Einladung in den Wettbewerb um den Hauptpreis für den besten ausländischen Spielfilm.